# 中央アルプス国定公園
中央アルプス国定公園（ちゅうおうあるぷすこくていこうえん）は長野県南部に位置する国定公園。1951年（昭和26年）11月22日に県立自然公園に指定され、2020年（令和2年）3月27日付環境省告示第33号「中央アルプス国定公園を指定する件」で国定公園に指定された。

## 概要
長野県の南部、木曽谷と伊那谷の間にまたがる中央アルプス（木曽山脈）のほぼ全域を領域とする。北は大棚入山から南は恵那山に至る南北延長約 50 キロメートル。最高地点は木曽駒ヶ岳（2,956 メートル）。また、寝覚の床や田立の滝一帯も範囲に含まれる。
国定公園指定前は、長野県初の県立自然公園であった。県立公園の範囲全域が国定公園に指定された。希少な氷河地形や高山植物など傑出した自然があるとして認められたものである。
木曽川と天竜川の支流の源流部となる山域である。特別保護地区の 80.6 %は宮田村である。

## 地理

### 主な山岳

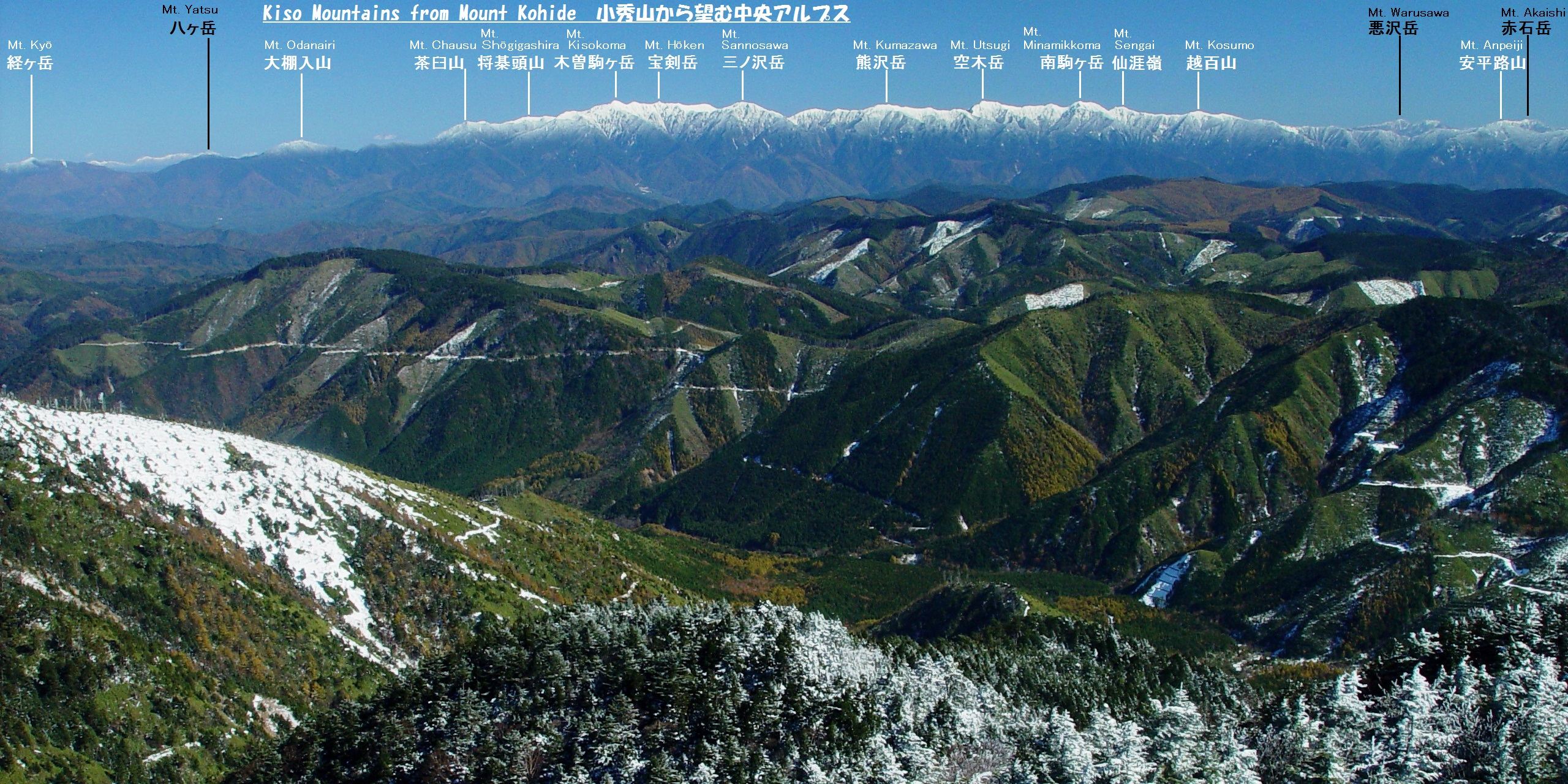
西の小秀山から望む中央アルプス

- 大棚入山
- 将棊頭山
- 木曽駒ヶ岳
- 宝剣岳
- 空木岳
- 南駒ヶ岳
- 越百山
- 安平路山
- 摺古木山
- 恵那山

## 関連市町村
- 塩尻市（旧楢川村）
- 伊那市
- 駒ヶ根市
- 飯田市
- 上伊那郡
  - 宮田村
  - 飯島町
- 下伊那郡
  - 松川町
  - 高森町
  - 阿智村
- 木曽郡
  - 木曽町（旧日義村、旧木曽福島町）
  - 大桑村
  - 南木曽町